# José Maria Cândido Ribeiro

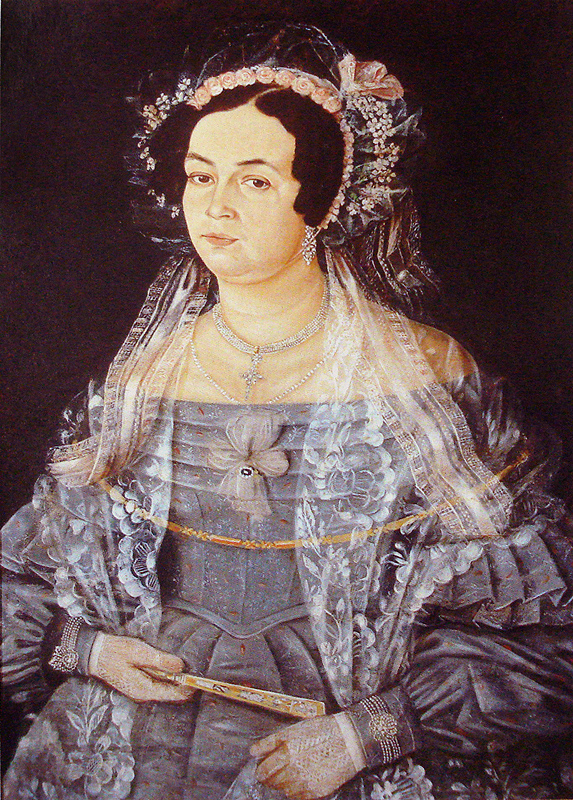
Senhora bahiana com mantilha e leque (1839), Museu de Arte da Bahia, Salvador.

José Maria Cândido Ribeiro (Portugal, ca. 1805 - Ponta Grossa, 1861) foi um pintor, desenhista e gravador português ativo na Bahia na primeira metade do século XIX. Sua biografia é obscura. Sabe-se que executou alguns retratos a óleo de personalidades baianas e que foi casado com Veridiana Barata, filha de Cipriano Barata - de quem realizou o único retrato em vida de que se tem notícia.
Na década de 1850, foi condenado à prisão perpétua pelo crime de emissão de moeda falsa. Teve a pena comutada para quatro anos de degredo no município de Guarapuava, na então província do Paraná, para onde foi enviado em 1859. Em 1860, voltou a ser condenado, novamente por emissão de moeda falsa, pela justiça de Guarapuava. Preso em Ponta Grossa, acabou por suicidar-se em 1861.